# Fursjön, Västergötland
Fursjön är en sjö i Skara kommun i Västergötland och ingår i Göta älvs huvudavrinningsområde. Sjön är 0,3 meter djup, har en yta på 0,067 kvadratkilometer och är belägen 128,5 meter över havet. Sjön avvattnas av vattendraget Fredstorpabäcken.
Berggrunden i området är kalkberg i öster och gnejs i väster. Torvområdet som omsluter Fursjön vilar på näringsfattig gnejsig berggrund. Före sjösänkningen 1928 var området kring Fursjön ett mosskomplex som sträckte sig från Rörsjön i väster till Stora Ljungsjön i öster. Torvmossen bestod till stora delar av kärrtorv som underlagrats av kalkhaltiga sediment med flera meters mäktighet. Närmast sjön består mossen av näringsfattig Sphagnumtorv. Fursjön och Fredstorpsbäcken är järnhaltiga och har stora utfällningar av reducerat järn. Orsaken till detta kan vara utdikning av Fredstorpabäcken år 1999.

## Sänkning
År 1928 gjordes en sänkning av sjön med 1,3 meter utförd av Fastigheten Rämningstorp. Sjön gick från att ha varit 2,2 meter djup i en djupmätning från 1921 till att bli ca 0,3 meter djup uppmätt 2006.

## Delavrinningsområde
Fursjön ingår i det delavrinningsområde (648789-137099) som SMHI kallar för Ovan Svartån. Avrinningsområdets medelhöjd är 104 meter över havet och ytan är 49,97 kvadratkilometer. Det finns ett delavrinningsområde uppströms, och räknas det in blir den ackumulerade arean 59,6 kvadratkilometer. Sjöråsån (Västerbroån) som avvattnar avrinningsområdet har biflödesordning 2, vilket innebär att vattnet flödar genom totalt 2 vattendrag innan det når havet efter 204 kilometer. Delavrinningsområdet består mestadels av skog (47 procent) och jordbruk (39 procent). Avrinningsområdet har 0,42 kvadratkilometer vattenytor vilket ger det en sjöprocent på 0,8 procent.